# Malcolm Carmichael
Malcolm Carmichael, född den 8 september 1955, är en brittisk roddare.
Han tog OS-brons i tvåa utan styrman i samband med de olympiska roddtävlingarna 1980 i Moskva.